# 大庭駅
大庭駅（おおにわえき）は、長野県松本市大字島立にあるアルピコ交通上高地線の駅である。駅番号はAK-05。

## 歴史

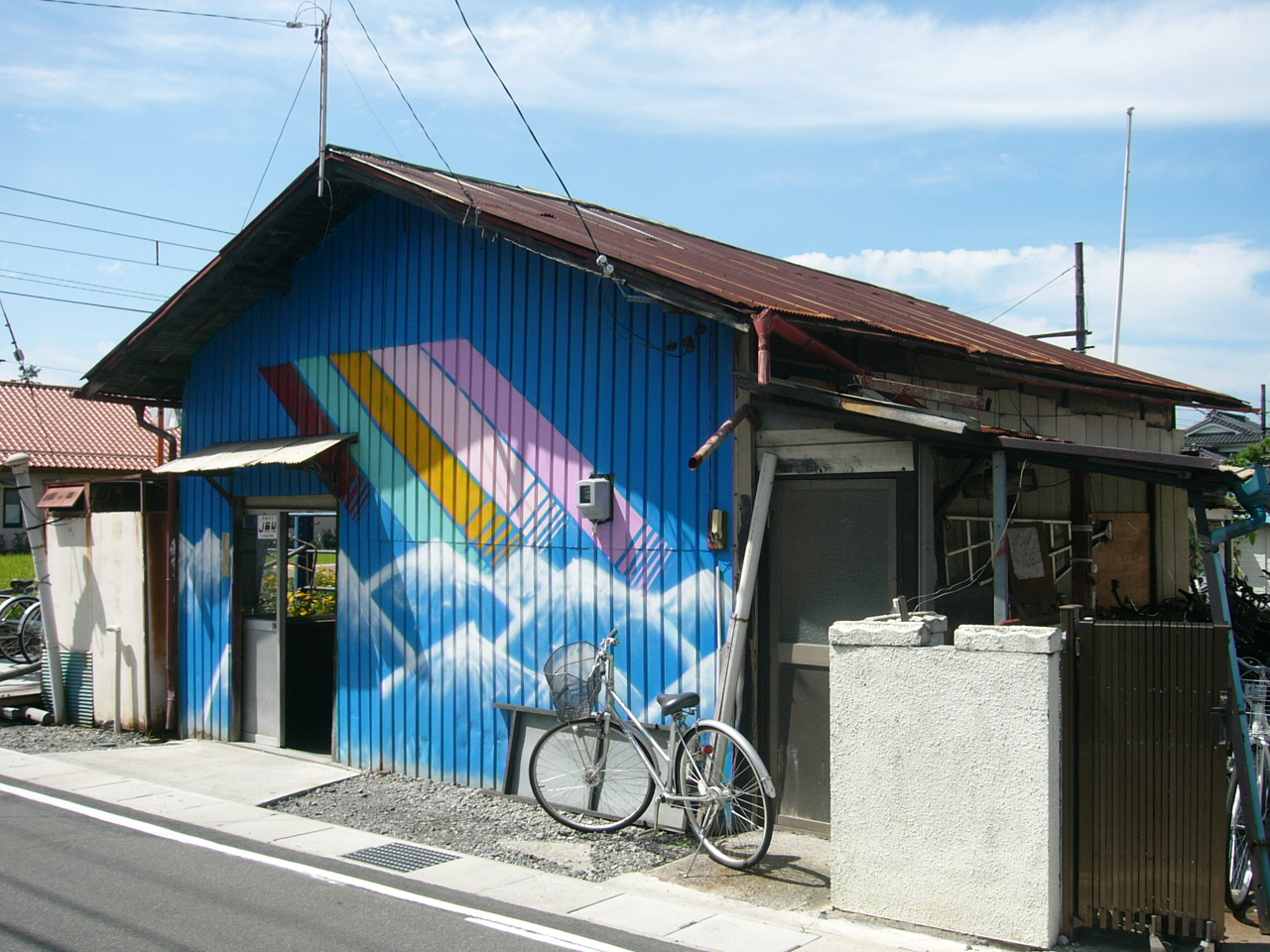
かつて存在した駅舎（2006年9月）

- 1921年（大正10年）10月2日：筑摩鉄道の駅として開業[1]。
- 1922年（大正11年）10月31日：筑摩電気鉄道に社名変更。
- 1932年（昭和7年）12月2日：松本電気鉄道に社名変更。
- 2010年（平成22年）2月：委託解除し、無人駅化[1]。
- 2011年（平成23年）4月1日：アルピコ交通に社名変更。
- 2021年（令和3年）
  - 8月15日：令和3年8月の大雨で西松本駅 - 渚駅にある田川橋梁が被災し、運休となる。
  - 8月16日：松本駅 - 新村駅間で代行バス運行を実施。当駅の代行バス乗り場は北にある簡易郵便局近くだった。
  - 10月8日：渚駅 - 新島々駅間で列車の運転を再開。これに伴い当駅でのバス代行を終了する。

## 駅構造
単式ホーム1面1線を有する地上駅。ホーム上に待合室がある。かつては駅舎が存在し、委託による営業を行っていたが、2010年（平成22年）に廃止されて以来無人駅となっている。その後も駅舎は残されたが、2021年（令和3年）までに解体され跡地にはバリアフリー対応のスロープや階段と駐輪場が整備された。

## 利用状況
「松本市統計書」によると、1日平均の乗車人員は以下の通りである。
| 乗車人員推移 | 乗車人員推移 |
| 年度         | 1日平均人数  |
| ------------ | ------------ |
| 2009         | 85           |
| 2010         | 77           |
| 2011         | 115          |
| 2012         | 104          |
| 2013         | 112          |
| 2014         | 110          |
| 2015         | 156          |
| 2016         | 159          |
| 2017         | 134          |

## 駅周辺
松本市歴史の里の最寄りの駅であるが松本駅から路線バスでアクセス可能である。
駅のすぐ南側に列車利用者用の1回200円の有料駐車場がある。
- パークアンドライド有料駐車場
- 大庭公民館
- 松本市立島立小学校
- 松本市役所島立出張所[1]
- 島立簡易郵便局
- NHK島立ラジオ放送所
- 長野自動車道 松本インターチェンジ
- 国道158号
- 日本浮世絵博物館[1]
- 松本市歴史の里[1]
- 高速バス、アルピコ交通「松本インター前」停留所 - 北に約500m
- 松本市西部地域コミュニティバス 松本島内線 「堀米南」停留所 - 北東に約600m
- 沙田神社
- 島立児童センター
- 島立体育館
- 島立小学校

## 隣の駅
アルピコ交通
■上高地線
信濃荒井駅（AK-04） - 大庭駅（AK-05） - 下新駅（AK-06）